# Wolfgang Pauli
Wolfgang Ernst Pauli (Wenen, 25 april 1900 – Zürich, 15 december 1958) was een Oostenrijks-Amerikaans natuurkundige.
Vanaf 1927 was Pauli professor aan de Technische hogeschool te Zürich. Zijn werk ligt grotendeels op het terrein van de kwantumtheorie. In 1925 vond hij het principe dat zijn naam draagt: Twee elektronen van eenzelfde atoom kunnen niet [vier] dezelfde kwantumgetallen hebben. Of ook: twee elektronen kunnen zich niet in dezelfde kwantumtoestand bevinden. Dit blijkt behalve voor elektronen ook voor veel andere deeltjes op te gaan (namelijk voor alle fermionen). Voor bosonen geldt het uitsluitingsprincipe van Pauli niet. In 1945 werd aan Pauli de Nobelprijs voor de Natuurkunde toegekend.

## Biografie
Wolfgang Ernst Pauli is in Wenen geboren als kind van Wolfgang Joseph Pauli, een Weens medisch-chemicus, en Berta Camilla Schültz. Zijn tweede voornaam verwijst naar zijn peetoom, de natuurkundige Ernst Mach. Hij doorliep het Döblinger Gymnasium in Wenen, waar hij in 1918 met hoge cijfers zijn diploma behaalde. Al binnen twee maanden na zijn eindexamen publiceerde Pauli zijn eerste wetenschappelijke artikel, over Einsteins algemene relativiteitstheorie. Hij bezocht de Ludwig-Maximilian Universiteit te München en studeerde samen met Werner Heisenberg bij Sommerfeld. Daar promoveerde Pauli in juli 1921 met het proefschrift "Über das Modell des Wasserstoffmolekülions" over de kwantumtheorie van geïoniseerde moleculaire waterstof.
Sommerfeld vroeg Pauli om voor de Encyklopaedie der mathematischen Wissenschaften (een Duitse encyclopedie) een artikel te schrijven over de relativiteitstheorie. Twee maanden na zijn promotie rondde Pauli het artikel af. Het nam 237 pagina's in beslag. Einstein was er enthousiast over. Het werd als monografie gepubliceerd en is tot op de dag van vandaag een standaardwerk over dit onderwerp. Pauli bracht een jaar door aan de universiteit van Göttingen als assistent van Max Born. Op uitnodiging van Niels Bohr vertoefde hij in het academiejaar 1922-1923 in Kopenhagen aan wat later het "Niels Bohr-instituut voor theoretische natuurkunde" zou worden.

### Pauli-verbod
Van 1923 tot 1928 gaf Pauli als Privatdozent college aan de Universiteit van Hamburg. Gedurende deze periode leverde Pauli een belangrijke bijdrage aan de ontwikkeling van de theorie van de kwantummechanica. In het bijzonder formuleerde hij het naar hem genoemde uitsluitingsprincipe (zelf noemde hij dit het equivalente verbod) en de niet-relativistische spintheorie. Hierin kan een bepaalde energietoestand door ten hoogste twee elektronen met tegengestelde spins worden bezet. Uit deze claim kon men het periodieke systeem van de elementen afleiden en een uitsluitsel geven voor de loodrechte en de horizontale groepen binnen dit systeem. In 1926 paste Pauli de matrixmechanica toe om het spectrum van het waterstofatoom te berekenen.

### Problemen op het einde van de jaren 1920
Pauli maakte op het einde van de jaren 1920 belangrijke crisissen door. Zijn moeder pleegde in 1927 zelfmoord omwille van een affaire van zijn vader en hij kon niet opschieten met de tweede vrouw van zijn vader. In mei 1929 keerde hij zich af van de Katholieke Kerk, maar de reden hiervoor is onduidelijk. Verder had Pauli ook drankproblemen. Op 23 december 1929 trad hij in het huwelijk met Käthe Margarethe Deppner, maar het was geen gelukkige verbintenis en ze eindigde na minder dan een jaar in een echtscheiding. In de eerste maanden van 1931, kort na zijn echtscheiding en zijn postulaat over het neutrino, raakte Pauli in een ernstige crisis. Hij raadpleegde de psychiater en psychotherapeut Carl Jung die net als Pauli in de buurt van Zürich woonde. Pauli begon meteen zijn archetypische dromen te duiden en werd een van de beste leerlingen van Jung. Al gauw begon Pauli de interpretatie van Jungs theorie wetenschappelijk te bekritiseren. Op die manier droeg hij bij aan het verhelderen van de gedachten van Jung. Een groot deel van deze discussie is vastgelegd in de briefwisseling tussen Pauli en Jung.

### Neutrino
In 1928 volgde hij Peter Debye op als hoogleraar in de theoretische fysica aan de ETH Zürich. Daarnaast was hij gastdocent aan de Universiteit van Michigan in 1931 en het Institute for Advanced Study van de Princeton-universiteit in 1935. In Zürich richtte hij zich op een ander probleem in natuurkunde: het bètaverval. Metingen hierop toonden aan dat de gemiddelde energie die bij de reactie vrijkwam veel kleiner was dat het verwachte energieverschil. Twijfel rees aanvankelijk, dat het bètaverval niet aan de behoudswet van energie zou voldoen. In een wanhopige poging om een uitweg te vinden, postuleerde Pauli in 1930 het bestaan van een nieuw deeltje dat bij bètaverval vrijkomt zonder een spoor achter te laten noch warmte af te geven. Dit deeltje moest neutraal zijn, met een groot doordringend vermogen en diende een zeer kleine massa te hebben. Zo voorspelde Pauli het neutrino, zoals Enrico Fermi later dit deeltje zou noemen.
Dat het juist Pauli was die het bestaan van een "onzichtbaar" deeltje voorspelde was opmerkelijk, omdat hij berucht was vanwege zijn venijnige opmerkingen over het werk van andere wetenschappers.
In 1934 hertrouwde hij met Franziska (Franca) Bertram (1901 - 1987). Dit huwelijk bracht hem wel het nodige geluk. Franziska zou de rest van zijn leven zijn steun en toeverlaat blijven. Het paar kreeg geen kinderen.

### Tweede Wereldoorlog
Als gevolg van de Duitse annexatie van Oostenrijk in 1938 (Anschluss) werd Pauli Duits staatsburger. Na het uitbreken van de Tweede Wereldoorlog in 1939 vertrok Pauli in 1940 naar de Verenigde Staten. Daar werkte hij als hoogleraar theoretische natuurkunde in Princeton. Datzelfde jaar, 1940, bewees Pauli dat elementaire deeltjes met heeltallige spin de Bose-Einsteinstatistiek volgden, en deeltjes met halftallige spin de Fermi-Diracstatistiek. Dirac noemde de deeltjes met heeltalige spin "bosonen" en die met halftallige spin "fermionen".
De Nobelprijs voor de Natuurkunde werd hem in 1945 toegekend voor zijn "beslissende bijdrage door zijn ontdekking in 1925 van een nieuwe natuurwet, het uitsluitingsprincipe van Pauli ofwel het Pauli-principe." Albert Einstein had hem voor deze prijs genomineerd. Na het einde van de oorlog kreeg Pauli het Amerikaanse staatsburgerschap (1946). Daarna keerde hij terug naar Zürich om daar de rest van zijn leven te blijven. In 1931 ontving Pauli de Lorentzmedaille, in 1952 de Franklin Medal, in 1956 de Matteucci Medal en in 1958 de Max Planck-medaille. In datzelfde jaar werd bij Pauli kanker aan de pancreas geconstateerd. Pauli overleed onverwacht op 58-jarige leeftijd in Zürich op 15 december 1958.

## Citaat
Gevraagd naar zijn mening over het werk van een natuurkundige, antwoordde Pauli:
Das ist nicht einmal falsch. (Vertaling: Dat is niet eens fout. Dit oordeel betekent dat de bewering zo vaag is, dat zij niet eens toetsbaar is.)

## Trivia
- Toen Pauli in het Rode-Kruishospitaal in Zürich lag, kwam zijn assistent Charles Enz hem bezoeken. Pauli vroeg hem: “Heb je het kamernummer gezien?” Het was nummer 137. Gedurende zijn hele leven was Pauli in beslag genomen door de vraag waarom de fijnstructuurconstante, een dimensieloze fundamentele constante, een waarde heeft van ongeveer 1/137.
- Pauli stond erom bekend een perfectionist te zijn. Dit betrof niet alleen zijn eigen werk maar ook was hij een onverbiddelijke gesel van zijn vakgenoten. Hij werd wel het geweten van de fysica genoemd. Onder zijn collega's deden daarover grappen de ronde zoals:
"Na Pauli's dood verleende God hem audiëntie. Pauli vroeg aan God waarom de fijnstructuurconstante de waarde 1/137 had. God knikte, zette zich aan tafel en begon in een razend tempo de ene vergelijking na de andere af te leiden. Pauli keek aanvankelijk met grote tevredenheid toe, maar al gauw begon hij heftig en beslist, met zijn hoofd te schudden..."
- Het 'Pauli-effect' staat bekend als het verschijnsel dat elk natuurkundig experiment waar Pauli (als strikt theoretisch natuurkundige) in de buurt kwam, spontaan mislukte.